# Sundarbany
Region Sundarbanów obejmuje największe na świecie lasy namorzynowe o powierzchni około 10 tys. km², położone na granicy Bangladeszu, w delcie Gangesu, przy ujściach rzek Ganges, Brahmaputra i Meghna do Zatoki Bengalskiej. 
W 1973 na terenie indyjskiej części Sundarbanów utworzono rezerwat przyrody, mający na celu głównie ochronę tygrysów bengalskich. Region został wpisany na listę światowego dziedzictwa UNESCO w 1997.